# Robert Lutz (tennis)
Pour les articles homonymes, voir Robert Lutz et Lutz.
Robert Lutz, dit Bob Lutz, né le 29 août 1947 à Lancaster, est un ancien joueur de tennis professionnel américain.
À l'obtention de son diplôme de l'Université de Californie du Sud, il remporte l'Open d'Australie et l'US open de tennis, en double avec son partenaire Stan Smith.

## Parcours dans les tournois duGrand Chelem

### En simple
| Année | Open d'Australie | Open d'Australie | Internationaux de France | Internationaux de France | Wimbledon       | Wimbledon    | US Open         | US Open       | Open d'Australie | Open d'Australie |
| ----- | ---------------- | ---------------- | ------------------------ | ------------------------ | --------------- | ------------ | --------------- | ------------- | ---------------- | ---------------- |
| 1965  | —                | —                | —                        | —                        | —               | —            | 1er tour (1/64) | R. Barnes     | n.o.             | n.o.             |
| 1966  | —                | —                | —                        | —                        | 1er tour (1/64) | D. Ralston   | 1er tour (1/64) | M. Riessen    | n.o.             | n.o.             |
| 1967  | —                | —                | —                        | —                        | 1er tour (1/64) | O. Parun     | 1/8 de finale   | B. Hewitt     | n.o.             | n.o.             |
| 1968  | —                | —                | —                        | —                        | 1er tour (1/64) | F. Guzmán    | 3e tour (1/16)  | R. Holmberg   | n.o.             | n.o.             |
| 1969  | —                | —                | —                        | —                        | 1/4 de finale   | A. Ashe      | 1er tour (1/64) | T. Roche      | n.o.             | n.o.             |
| 1970  | 1/8 de finale    | R. Taylor        | —                        | —                        | 3e tour (1/16)  | B. Hewitt    | 1er tour (1/64) | S. Smith      | n.o.             | n.o.             |
| 1971  | 1/2 finale       | A. Ashe          | 1/8 de finale            | P. Proisy                | 3e tour (1/16)  | R. Emerson   | 1/8 de finale   | J. Kodeš      | n.o.             | n.o.             |
| 1972  | —                | —                | —                        | —                        | —               | —            | 1/8 de finale   | A. Ashe       | n.o.             | n.o.             |
| 1973  | —                | —                | —                        | —                        | —               | —            | —               | —             | n.o.             | n.o.             |
| 1974  | —                | —                | 1er tour (1/64)          | I. El Shafei             | 1er tour (1/64) | V. Amritraj  | 2e tour (1/32)  | K. Rosewall   | n.o.             | n.o.             |
| 1975  | —                | —                | —                        | —                        | 1er tour (1/64) | R. Tanner    | 1er tour (1/64) | I. Năstase    | n.o.             | n.o.             |
| 1976  | —                | —                | —                        | —                        | 3e tour (1/16)  | B. Gottfried | 3e tour (1/16)  | C. Dowdeswell | n.o.             | n.o.             |
| 1977  | —                | —                | 1er tour (1/64)          | P. Proisy                | 3e tour (1/16)  | K. Warwick   | 2e tour (1/32)  | J. Connors    | —                | —                |
| 1978  | n.o.             | n.o.             | —                        | —                        | 1er tour (1/64) | B. Teacher   | 1/8 de finale   | V. Gerulaitis | —                | —                |
| 1979  | n.o.             | n.o.             | —                        | —                        | 1/8 de finale   | P. Dupré     | 1er tour (1/64) | R. Benavides  | —                | —                |
| 1980  | n.o.             | n.o.             | 2e tour (1/32)           | Gildemeister             | 2e tour (1/32)  | H. Pfister   | 1er tour (1/64) | E. Dibbs      | —                | —                |
| 1981  | n.o.             | n.o.             | —                        | —                        | 3e tour (1/16)  | J. McEnroe   | —               | —             | —                | —                |
| 1982  | n.o.             | n.o.             | —                        | —                        | 2e tour (1/32)  | P. McNamee   | 1/8 de finale   | G. Mayer      | —                | —                |
| 1983  | n.o.             | n.o.             | —                        | —                        | —               | —            | 1er tour (1/64) | G. Holmes     | —                | —                |

N.B. : à droite du résultat se trouve le nom de l'ultime adversaire.

### En double
| Année | Open d'Australie       | Open d'Australie     | Internationaux de France  | Internationaux de France | Wimbledon                  | Wimbledon                   | US Open                   | US Open               | Open d'Australie | Open d'Australie |
| ----- | ---------------------- | -------------------- | ------------------------- | ------------------------ | -------------------------- | --------------------------- | ------------------------- | --------------------- | ---------------- | ---------------- |
| 1968  | —                      | —                    | —                         | —                        | 1er tour (1/32) S. Smith   | J. Newcombe T. Roche        | Victoire S. Smith         | A. Ashe A. Gimeno     | n.o.             | n.o.             |
| 1969  | —                      | —                    | —                         | —                        | 1/4 de finale S. Smith     | B. Hewitt F. McMillan       | 1/8 de finale S. Smith    | B. Buchholz R. Moore  | n.o.             | n.o.             |
| 1970  | Victoire S. Smith      | J. Alexander P. Dent | —                         | —                        | 1/8 de finale S. Smith     | M. Cox G. Stilwell          | 1/8 de finale S. Smith    | B. Bowrey O. Davidson | n.o.             | n.o.             |
| 1971  | 1/2 finale C. Pasarell | T. Okker M. Riessen  | 1/4 de finale C. Pasarell | B. Fairlie F. McMillan   | 2e tour (1/16) C. Pasarell | S. Smith E. Van Dillen      | 1/8 de finale C. Pasarell | J. Newcombe R. Taylor | n.o.             | n.o.             |
| 1972  | —                      | —                    | —                         | —                        | —                          | —                           | 1er tour (1/32) A. Ashe   | R. Case G. Masters    | n.o.             | n.o.             |
| 1973  | —                      | —                    | —                         | —                        | —                          | —                           | —                         | —                     | n.o.             | n.o.             |
| 1974  | —                      | —                    | Finale S. Smith           | D. Crealy O. Parun       | Finale S. Smith            | J. Newcombe T. Roche        | Victoire S. Smith         | P. Cornejo J. Fillol  | n.o.             | n.o.             |
| 1975  | —                      | —                    | —                         | —                        | 1/8 de finale S. Smith     | J. Fassbender H.-J. Pohmann | 1er tour (1/32) S. Smith  | J. Austin C. Owens    | n.o.             | n.o.             |
| 1976  | —                      | —                    | —                         | —                        | 1/2 finale S. Smith        | R. Case G. Masters          | 1/8 de finale S. Smith    | R. Ruffels A. Stone   | n.o.             | n.o.             |
| 1977  | —                      | —                    | 1/2 finale S. Smith       | W. Fibak J. Kodeš        | 1/8 de finale S. Smith     | J. Alexander P. Dent        | 1/4 de finale S. Smith    | Carmichael B. Teacher | —                | —                |
| 1978  | n.o.                   | n.o.                 | —                         | —                        | 2e tour (1/16) S. Smith    | P. Fleming J. McEnroe       | Victoire S. Smith         | M. Riessen S. Stewart | —                | —                |
| 1979  | n.o.                   | n.o.                 | —                         | —                        | 2e tour (1/16) S. Smith    | P. Kronk C. Letcher         | Finale S. Smith           | P. Fleming J. McEnroe | —                | —                |
| 1980  | n.o.                   | n.o.                 | 1/4 de finale F. González | B. Gottfried R. Ramírez  | Finale S. Smith            | P. McNamara P. McNamee      | Victoire S. Smith         | P. Fleming J. McEnroe | —                | —                |
| 1981  | n.o.                   | n.o.                 | —                         | —                        | Finale S. Smith            | P. Fleming J. McEnroe       | —                         | —                     | —                | —                |
| 1982  | n.o.                   | n.o.                 | —                         | —                        | 2e tour (1/16) S. Smith    | D. Mustard W. Pascoe        | 1er tour (1/32) S. Smith  | T. Viljoen D. Visser  | —                | —                |
| 1983  | n.o.                   | n.o.                 | —                         | —                        | —                          | —                           | —                         | —                     | —                | —                |
| 1984  | n.o.                   | n.o.                 | —                         | —                        | —                          | —                           | 1er tour (1/32) S. Smith  | S. Davis B. Testerman | —                | —                |

N.B. : le nom du ou de la partenaire se trouve sous le résultat ; le nom des ultimes adversaires se trouve à droite.

## Participation aux Masters

### En double
| Année | Ville    | Surface         | Partenaire | Résultats | Résultat final |
| ----- | -------- | --------------- | ---------- | --------- | -------------- |
| 1977  | New York | Moquette indoor | Stan Smith | 1v, 1d    | Finaliste      |
| 1978  | New York | Moquette indoor | Stan Smith | 0v, 1d    | Demi-finaliste |
| 1980  | New York | Moquette indoor | Stan Smith | 0v, 1d    | Demi-finaliste |